# Eugen Fredrik av Württemberg
Eugen Fredrik av Württemberg, född 21 november 1758 i Schwedt, död 20 juni 1822 i Meiningen, var son till Fredrik II Eugen av Württemberg och Sofia Dorothea av Brandenburg-Schwedt.
Han gifte sig i Meiningen 1787 med Louise zu Stolberg-Gedern (1764-1834). Under flera år tjänstgjorde han som hög officer i den preussiska armén.

## Barn
- Eugen av Württemberg (1788-1857)
- Louise (1789-1851), gift med furst August zu Hohenlohe-Öhringen
- Georg Ferdinand (1790-1795)
- Henrik (1792-1797)
- Fredrik Paul av Württemberg (1797-1860)